# Hija del Faraón

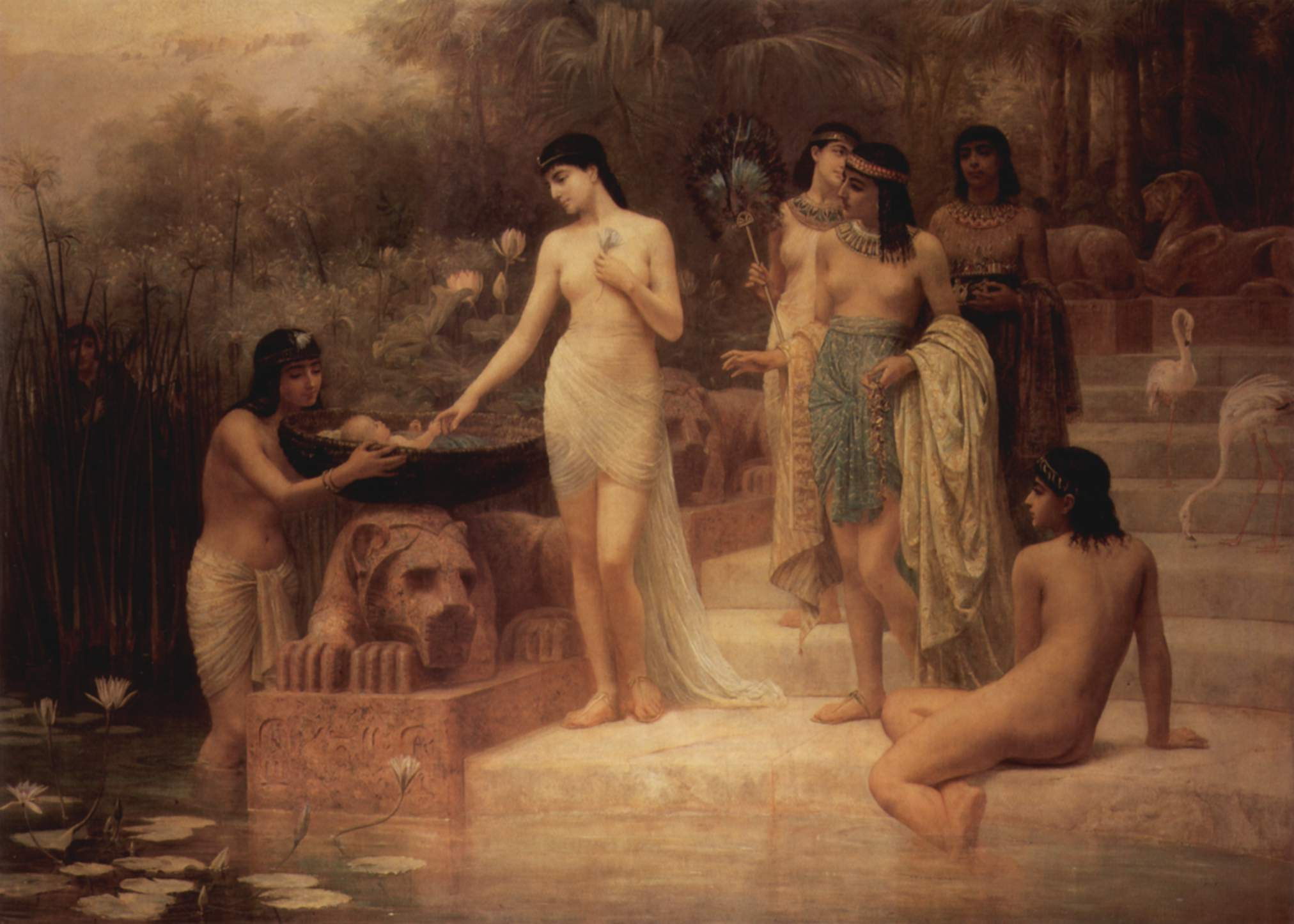
El descubrimiento de Moisés, óleo sobre tela de Edwin Long (1886) Bristol City Museum.

La Hija del Faraón, en hebreo Batparoh (בַּת־פַּרְעֹה,, literalmente Hija de Faraón) es un personaje bíblico mencionado en el Libro del Éxodo. En este texto, como en toda la Biblia hebrea, Faraón es usado como un nombre propio y la princesa es designada simplemente como su hija. En la tradición rabínica, como se atestigua en los midrashim, se la denomina Bithiah, en hebreo Batyah (בִּתְיָה, literalmente Hija de Yahveh). En el cristianismo se la ha llamado Thermutis (Θερμουθις; Thermmouthis), que es también el nombre que usa Josefo, Merris o Merrhoe, o Jehudijah (hebreo: יהודיה, literalmente "la judía" más bien un apelativo), como en la versión inglesa de la Biblia conocida como "del rey Jacobo". La Septuaginta difiere según las versiones, el Codex Alexandrinus la llama Bithia (Βεθθια) pero la revisión luciánica Panththuia (Φαθθουια) y el Codex Vaticanus usa Gelia (Γελια) La Vulgata sigue al Codex Alexandrinus y usa Bitihia (Betthia). La tradición musulmana la llama Asiya bint Muzahim (árabe: آسيا بنت مزاحم) pero la considera esposa y no hija del monarca egipcio.
En las religiones abrahámicas es considerada la madre adoptiva de Moisés, a quien rescató de las aguas del Nilo y, según la mayoría, le dio su nombre. Salvó a Moisés de morir ahogado, de la persecución del Faraón y, según las leyendas, de las intrigas urdidas contra él en la corte egipcia. Después de confiarlo a una nodriza, que era la madre del niño, crio a Moisés como hijo propio hasta que este debió huir al exilio. Más tarde abandonó el politeísmo egipcio, adoptó la religión de Yahveh y acompañó a los hebreos en su salida de Egipto. Contrajo matrimonio con Mered, a quien los rabinos identificaron con Caleb, de la tribu de Judá y fue madre de Jered, Heber y Jecutiel.